# Hip-hop glazba
Hip-hop glazba glazbeni je žanr nastao iz hip-hop pokreta, a čimbenici koji su utjecali na rani hip-hop su složeni i brojni. Iako se većini može uzeti korijen iz afričke kulture, multikulturalno društvo New York Cityja rezultiralo je raznim glazbenim utjecajima koji su pronalazili svoj put do hip-hop glazbe.

## Povijest
Elementi stila i tehnike repanja potječu od griota Zapadne Afrike; putujući pjevači i pjesnici imali su glazbene stilove koji su sadržavali elemente od kojih će se kasnije razviti hip-hop glazba. Neke griotske tradicije došle su u Sjedinjene Američke Države, Ujedinjeno Kraljevstvo i Karibe s prijevozom afričkih robova u "Novi Svijet." Drugi bitni čimbenici su govorne sekcije u pjesmama soul i funk glazbenika kao što su James Brown i Isaac Hayes.
Jedan od mnogih čimbenika za stvaranje današnje hip-hop glazbe je jamajkanski stil zvan dub, koji se uzdigao kao podvrsta reggaea u 1960-ima. U dub glazbi su producenti kao što su King Tubby stvarali instrumentalne verzije popularnih reggae pjesama za svrhe klubova i zvučnih sustava; otkrili su da plesači bolje reagiraju na produžene, izolirane ritmove pjesama, često predstavljajući čvrste nastupe udaraljki i snažne bas-linije.
Ubrzo su MC-evi koji su vodili plesove počeli pričati preko instrumentalnih ploča i vještine MC-eva poput U-Roya, Dr. Alimontada i Dillingera su im pomogle da dostignu popularnost. Ova se tradicija nastavlja u današnjoj dancehall glazbi. 1967., jamajkanski imigranti poput DJ Kool Herca primijenili su metode dub dionica na funk dionice koje su bile popularne u New Yorku. Prema Davidu Topu, reggae nije bio popularan među hip-hop obožavateljima u ranim godinama hip-hopa, unatoč njegovu utjecaju.
U parkovima i društvenim centrima, nadolazeći DJ-i svirali su okupljenim skupinama mladeži željnih čuti stare funk zvukove. Vrlo ubrzo (do 1976./77.) DJ-i i plesači odavali su posebnu pažnju teškim, funky instrumental dionicama udaraljki u bilo kojoj ploči s dobrim prekidima bubnjeva. Tu su spadale pjesme poput "It's Just Begun" Jimmyja Castora, "Scorpio" Dennisa Coffreya i "Dance To The Drummers Beat" Hermana Kellya, kao i pjesme Rolling Stonesa i drugih bijelačkih rock bendova. Jedna od prvih izdanih hip-hop pjesama bila je "Rapper's Delight" Sugarhill Ganga, koja je uzela sample popularne disco pjesme "Good Times" grupe Chic.
Djeca koja su plesala na ritmove počeli su se zvati B-Boys, a energetični, akrobatski stil plesa popraćen ritmom nazvao se "breaking". Najpopularniji bronxovski DJ-i poput Kool Herca, Afrika Bambaatae i Grandmaster Flasha počeli su miksati dvije snimke iste pjesme da bi ritmovi trajali duže, s brzim cuttingima na miksetama. Bubnjarska dionica od 20 sekundi mogla je biti pretvorena u peterominutni mix.
Osim eksperimentiranja s tehničkom stranom DJ-anja (kao cutting i scratching), Bronx Jocksi su počeli eksperimentirati i s elektronskom glazbom iz Europe. "Trans-Europe Express," Kraftwerkov hit iz 1977., bio je miljenik B-Boya zbog vozajuće metalne mješavine kompjuteriziranih bubanj-dionica i sintisajzera. Dok se sve ovo događalo na vrućim podijima Bronxa, drugi bitan element hip-hop scene pojavljivao se na ulicama.

## Elementi hip-hopa
Postoje četiri osnovna elementa hip-hopa:
- MC-ing - Pojam "MC" znači "majstor ceremonije" (Master of Ceremony), jer kada se hip-hop počeo razvijati, takozvani "MC" je bila osoba koja je na zabavama uzela mikrofon i slagajući rime zabavljala okolno društvo.
- DJ-ing
- breakdance
- grafiti

## Poznati hip-hop umjetnici
- Michael Jackson
- MC Hammer
- Coolio
- Wu-Tang Clan
- KRS ONE
- Eminem
- Dr. Dre
- Snoop Dogg
- Busta Rhymes
- Onyx
- Kendrick Lamar
- Ja Rule
- N.W.A.
- Grandmaster Flash
- Cypress Hill
- Chance The Rapper
- Juice Crew
- MC Ren
- Kool G Rap
- Beastie Boys
- The Game
- DJ Scott LaRock
- Eazy-E
- Jay Z
- Timbaland
- 50 Cent
- Mister Magic
- DJ Jella
- Rakim
- The Notorious B.I.G.
- Ice-T
- Ice Cube
- Warren G
- Jedi Mind Tricks
- MF DOOM
- Nas
- Necro
- Ill Bill
- El-p
- Mr. Lif
- Xzibit
- Mack 10
- Marco Polo
- T.I.
- Papoose
- Saigon
- DMX
- GangStarr
- West Side connection
- Naughty By Nature
- Method Man
- Redman
- Boot Camp Click
- LL Cool J
- Ghostface Killah
- Raekwon The Cheef
- Talib Kweli
- Juelz Santana
- Mobb Deep
- Lupe Fiasco
- 2pac
- Nate Dogg
- Lil Jon
- Outkast
- Birdman
- Kanye West
- Lil Wayne
- Meek Mill
- Nicki Minaj
- Rihanna
- Drake
- 2 Chainz
- Rick Ross
- Gucci Mane
- Wiz Khalifa
- Chris Brown
- Tyga
- Kid Cudi
- J. Cole
- Tyler, The Creator
- ASAP Mob
- ASAP Rocky
- Macklemore
- Future
- Chief Keef
- Lil Durk
- G Herbo
- Machine Gun Kelly
- Travis Scott
- Young Thug
- Migos
- Offset
- Quavo
- Takeoff
- Iggy Azalea
- The Weeknd
- Fetty Wap
- Bobby Shmurda
- iLoveMakonnen
- Post Malone
- Denzel Curry
- 21 Savage
- Lil Uzi Vert
- Lil Yachty
- Kodak Black
- XXXTentacion
- Ski Mask the Slump God
- Lil Peep
- Smokepurpp
- Lil Pump
- 6ix9ine
- Trippie Redd
- Juice Wrld
- Lil Skies
- Playboi Carti
- Cardi B
- A-Boogie Wit Da Hoodie
- Gunna
- Lil Baby
- Tory Lanez
- Roddy Ricch
- YoungBoy Never Broke Again
- DaBaby
- Don Toliver
- YNW Melly
- Lil Nas X
- Baby Keem
- Lil Tecca
- Polo G
- Lil Tjay
- Megan Thee Stallion
- Doja Cat
- Pop Smoke
- NLE Choppa
- Lil Mosey
- The Kid Laroi
- KSI
- Jack Harlow
- 24kGoldn
- Iann Dior
- Central Cee
- Cordae
- Yeat
- Metro Boomin

## Hrvatski hip-hop umjetnici
- Dječaci
- Vojko V
- Krešo Bengalka
- Kiša Metaka
- High5
- KUKU$
- Dreletronic
- DJ Pimp
- DJ Makro Polo
- General Woo
- Sin Dasine
- Rapsod
- True Crime
- ScriptoR
- Bizzo
- Baby Dooks
- Connect
- Stoka
- Nered
- TBF
- Young Lordz
- ReelPsychodeliX
- ST!llness
- Target
- Sinestet
- El Bahattee
- Intro 031
- Bolesna braća
- McAlex
- Tram 11
- Raksi
- Denigma
- RHS Familija
- G.E.M.S.T.N.
- Magellano
- Jantar
- Kalfa the Bayal
- Kandžija
- 3ki Stil
- SB Reprezenta
- Sett
- Nix.On
- Dante
- OneIImany
- 022.
- NZS
- Elemental
- Projekt Ritam
- Shorty
- Brka
- Why Not!
- Ulični Parlament
- Kasko
- Gossip Crew
- Dronsi Crnjo
- BUNTAI
- Grše
- 30zona
- Dino Blunt
- Hiljson Mandela
- Podočnjaci
- Baks
- Bore Balboa
- Peki

## Vanjske poveznice

### Povijest kulture
- Back In the Days - Vibe
- Independance: Hip Hop History
- The History of Hip Hop Music  Arhivirana inačica izvorne stranice od 18. lipnja 2017. (Wayback Machine)
- A Brief History of Hip-Hop - Rap  Arhivirana inačica izvorne stranice od 19. studenoga 2012. (Wayback Machine)
- Hip-Hop Timeline  Arhivirana inačica izvorne stranice od 16. siječnja 2013. (Wayback Machine)